# Попов, Иван Иванович (1862)
Иван Иванович Попов (2 (14) марта 1862, Санкт-Петербург — 2 февраля 1942, Москва) — русский революционер, народоволец, учёный и журналист.

## Биография
Родился в 1862 г. в Петербурге в семье фельдфебеля Павловского военного училища. Окончил городское училище и Петербургский учительский институт. В училище и институте учился вместе с Ф.К.Сологубом, лично знал В.М.Гаршина.
Организовал в институте революционный кружок, выполнял поручения членов Исполнительного комитета «Народной воли» П.А.Теллалова и С.В.Мартынова. В 1881 г. познакомился с П.Ф.Якубовичем и вступил в Студенческую организацию «Народной воли». Вместе с А.В.Пихтиным и С.И.Чекулаевым печатал на гектографе газету «Студенчество».
В 1882 г. окончил институт, преподавал историю в училище Тименкова-Фролова и в пансионе Филиппова. Вместе с Н.М Флёровым и В.А.Бодаевым входил в центральный комитет Рабочей группы. Участвовал в деятельности «Общества помощи политическим ссыльным и заключённым». После присоединения Рабочей группы к «Народной воле» поддерживал связь с лидерами петербургской организации: П.Ф.Якубовичем, В.А.Карауловым, Н.А.Карауловым, С.Е.Усовой. Печатал прокламацию по поводу убийства жандармского полковника Г.П.Судейкина. Вместе с П.Ф.Якубовичем, М.П.Шебалиным, М. П. Овчинниковым, Н.М.Флёровым и В.А.Бодаевым входил в комитет Молодой партии «Народной воли», участвовал в переговорах с Распорядительной комиссией.
16 марта 1884 г. был арестован, но в мае того же года освобождён. Поддерживал связь с Н.К.Михайловским и Н.В.Шелгуновым. После ареста Г.А.Лопатина и П.Ф.Якубовича пытался объединить местные народовольческие организации, вместе с М. Н. Емельяновой готовил к печати № 11 «Народной воли». 12 февраля 1885 г. был арестован и в том же году в административном порядке сослан в Кяхту.
Женился на старшей дочери кяхтинского миллионера А.М.Лушникова. Участвовал в организации местного отделения Географического общества, библиотеки и музея, собирал материалы о декабристах, выступал в местной печати. В июне 1889 г., после окончания срока ссылки, уехал в Париж, встречался с П.Л.Лавровым и В.Л.Бурцевым, передал им сведения о Якутской трагедии 1889 г. В том же году вернулся в Россию.
В 1894—1905 гг. жил в Иркутске, издавал газету «Восточное обозрение» и журнал «Сибирский сборник». Сотрудниками «Восточного обозрения» были преимущественно политические ссыльные: Л.Д.Троцкий, П.Г.Зайчневский, А.К.Кузнецов, П.И.Войнаральский, С.Ф.Ковалик, Я.В.Стефанович, Е.К.Брешко-Брешковская, П.Ф.Якубович, И. И. Майнов, В.Г.Богораз, М.И.Фундаминский, М.Р.Гоц, Л.Б.Красин и др. К 1905 г. тираж газеты превысил 20000 экземпляров. Помогал политическим ссыльным, участвовал в организации побегов. Принимал активное участие в революции 1905—1907 гг. Подготовил проект введения земского самоуправления в Сибири. Проект был одобрен городской думой Иркутска. Был гласным городской думы (1898—1905), председателем училищной комиссии и инициатором создания народной милиции в Иркутске. Подготовил проект постановления городской думы с требованием созыва народного представительства с законодательными полномочиями.
В январе 1906 г., после закрытия «Восточного обозрения», уехал за границу, но в том же году вернулся в Россию. С 1906 г. жил в Москве, работал в комиссиях Государственной Думы, был постоянным сотрудником «Русских ведомостей», работал в политическом Красном Кресте, был председателем «Общества деятелей периодической печати и литературы», директором, а затем и председателем Литературно-художественного кружка, членом «Литературной среды».
После 1917 г. работал в кооперативных учреждениях, издательствах, бюро краеведения и московском областном музее, писал мемуары. Участвовал в составлении и редактировании сборников «Народовольцы после 1-го марта 1881 года», «Народовольцы 80-х и 90-х годов», «Народовольцы», «Литература партии „Народная воля“». В последние годы ближайшим сотрудником И.И.Попова был его сын, Александр Ив. Попов (9(21.9.1886-1966).
Умер в Москве в феврале 1942 г. Похоронен на Ваганьковском кладбище (19 уч.).

## Сочинения
- Орхонские открытия и дешифрование рунических надписей. Иркутск, 1895.
- Земство и Сибирь. М., 1905.
- Проект положения о земских учреждениях в Сибири. Иркутск, 1905.
- Самоуправление и земские учреждения. (По поводу введения земства в Сибири). М., 1906, тираж 3200 экз., стр. 52, издательство «С. Дороватовского и А. Чарушникова».
- Дума народных надежд. М., 1907.
- От небесной империи к Серединной республике: История Китая, Монголии, Тибета и наших сношений с Китаем. М., 1912.
- Д.А.Клеменц. М., 1915.
- Революционные организации в Петербурге в 1882—1885 гг. // Народовольцы после 1-го марта 1881 года. М.: Издательство Всесоюзного общества политкаторжан и ссыльнопоселенцев, 1928. — С. 49 — 80.
- Минувшее и пережитое. Пг.: «Колос», 1924 и М.—Л.: «Академия», 1933
- Забытые иркутские страницы: Записки редактора. Иркутск: Восточносибирское книжное издательство, 1989.
- Венедикт Арсеньевич Бодаев. // Каторга и ссылка. 1933. № 9.
- Алексей Васильевич Пихтин. // Каторга и ссылка. 1933. № 9.